# Soccer City
Soccer City je stadion u Johannesburgu, u Južnoafričkoj Republici. Otvoren je 1989., međutim, jer je Johannesburg bio jedan od domaćina Svjetskoga nogometnoga prvenstva 2010., temeljito je obnovljen. Stadion je specijaliziran za nogomet, pa je kapaciteta 94.700 sjedećih mjesta. Po kapacitetu je u Južnoafričkoj Republici najveći, a na afričkom kontinentu čak treći.

## Vanjske poveznice
|  | Zajednički poslužitelj ima još gradiva o temi Soccer City |